# Atrichopogon marginipilus
Atrichopogon marginipilus är en tvåvingeart som beskrevs av Tokunaga 1940. Atrichopogon marginipilus ingår i släktet Atrichopogon och familjen svidknott. Inga underarter finns listade i Catalogue of Life.